# Ocotepeque (gemeente)
Ocotepeque (uit het Nahuatl: "In het gebergte van de Pinus Montezumae") is een gemeente (gemeentecode 1401) en hoofdplaats van het departement Ocotepeque in Honduras. De gemeente grenst aan El Salvador.

## Geschiedenis
Het dorp is gesticht in 1530. Door de inheemse bewoners werd deze plek Ocotepetl genoemd. In het Spaans is dit later verbasterd tot Ocotepeque.
Op 7 juni 1934 werd het dorp verwoest door een overstroming van de rivier Marchala. Op 15 juni vaardigde president Tiburcio Carías daarom een decreet aan waarin Sinuapa tijdelijk aangewezen werd als hoofdplaats van het departement Ocotepeque. Op de plek van de verwoeste plaats werd een nieuw dorp Nueva Ocotepeque ("Nieuw-Ocotepeque") opgericht.
Op 17 september 1935 werd Nueva Ocotepeque in een decreet van het Nationaal Congres officieel erkend. Op dezelfde datum werd het weer de hoofdplaats van het departement. In 1958 liet het Nationaal Congres het voorvoegsel Nueva vallen, en heette de plaats weer Ocotepeque.
Tijdens de Voetbaloorlog van 1969 was het een belangrijke frontlinie. Op 15 juli van dat jaar werd het ingenomen door het leger van El Salvador.

## Ligging
Het dorp ligt op de Vlakte van Sinuapa. Het ligt op zo'n 25 kilometer afstand zowel van de grens met El Salvador als de grens met Guatemala. Als men vanuit deze landen het oosten van Honduras binnenrijdt, is Ocotepeque de eerste grotere plaats die men tegenkomt. Hierdoor vindt er veel handel plaats.
Ocotepeque ligt in de buurt van de belangrijke Maya-vindplaats Esquipulas in Guatemala. Dichtbij licht ook het Biosfeerreservaat Trifinio.

## Cultuur
Op 1 november (Allerheiligen) lopen de kinderen door de straten met een pop die op een vogelverschrikker lijkt. Zij krijgen snoepjes of wat kleingeld. Dit gebruik is tegenwoordig aan het verdwijnen.

## Bevolking
De bevolking is als volgt verdeeld:
| Vrouwen | 12.899 | 53% |
| Mannen  | 11.438 | 47% |

## Dorpen
De gemeente bestaat uit degen dorpen (aldea), waarvan het grootste qua inwoneraantal: Ocotepeque (code 140101).

## Geboren in Ocotepeque
- 1908: Ramón Villeda Morales, president van Honduras (1957–1963)